# Bathyplotes sulcatus
Bathyplotes sulcatus е вид морска краставица от семейство Synallactidae.

## Разпространение и местообитание
Видът е разпространен в Австралия, Индия, Нова Зеландия и Филипини.
Среща се на дълбочина от 510 до 650 m, при температура на водата от 6,4 до 10,2 °C и соленост 34,6 – 35,1 ‰.